# George Bernard Shaw
George Bernard Shaw (Dublin, 26 juli 1856 – Ayot St Lawrence, 2 november 1950) was een Iers toneelschrijver, socialist en theatercriticus. Hij was een vrijdenker, ondersteunde de strijd voor gelijke rechten voor vrouwen en was voorstander van gelijke beloning voor mannen en vrouwen. Tevens was hij overtuigd vegetariër en tegenstander van dierproeven. Hij won de Nobelprijs voor Literatuur in 1925 – hij accepteerde de eer maar weigerde het geld. In 1939 ontving hij een Oscar voor zijn werk aan het scenario van de film Pygmalion.

## Levensloop
Shaw werd geboren in Ierland maar verhuisde in 1876 naar Londen en keerde in de 30 jaar daarop niet terug naar Ierland. Hij zette zijn eigen opleiding voort door veel tijd door te brengen in het British Museum. Hij begon met het schrijven van muziek, theaterkritieken en boeken, aanvankelijk zonder veel succes. Shaw hield zich ook met politiek bezig, hij was een socialist die tussen 1885 en 1911 een leidende rol had in de Fabian Society in Londen. Rond de eeuwwisseling was hij als toneelschrijver zeer populair en had in vele theaters in Londen tegelijk toneelstukken lopen, meer dan enig ander auteur.
In 1895 werd G.B. Shaw de toneelcriticus van de Saturday Review. In 1898 trouwde hij een Ierse erfgename, Charlotte Payne-Townshend, en werd zijn eerste succesvolle toneelstuk, Candida, geproduceerd. Hierna volgde een rij klassieke komedies, zoals onder andere: The Devil's Disciple (1897), Arms and the Man (1898), Mrs Warren's Profession (1898), Captain Brassbound's Conversion (1900), Man and Superman (1902), Caesar and Cleopatra (1901), Major Barbara (1905), Androcles and the Lion (1912) en Pygmalion (1913). Deze laatste inspireerde de musical My Fair Lady (Alan Jay Lerner & Frederick Loewe, 1964).
Na de Eerste Wereldoorlog bracht hij serieuzer werk uit, waaronder Heartbreak House (1919) en Saint Joan (1923). Karakteristiek voor zijn toneelstukken is het lange voorwoord dat aan elk ervan voorafgaat, soms tientallen bladzijden, waarin de stof van het toneelstuk wordt geanalyseerd. Hij nam hierin controversiële standpunten in over de zaken die in het toneelstuk aan de orde kwamen. Sommige van deze voorwoorden zijn langer dan het toneelstuk zelf. In het voorwoord bij Androcles and the Lion en in het stuk zelf komt hij er bijvoorbeeld duidelijk voor uit dat in zijn ogen iemand die de oorlog verheerlijkt een aanhanger is van de oorlogsgod Mars en geen christen kan zijn. Zijn populariteit verminderde sterk na zijn essay Common Sense About the War (1914), dat onvaderlandslievend genoemd werd. Met zijn stuk Saint Joan slaagde hij erin het publiek weer op zijn hand te krijgen en werd hij geroemd als 'de tweede Shakespeare'. Het stuk is gebaseerd op het leven van Jeanne d'Arc die 4 jaar daarvoor heilig was verklaard. Hij vertelt het verhaal niet met haar als heldin of martelares, maar ziet haar als een koppige, seksloze jonge vrouw met veel kracht en sterke wil.

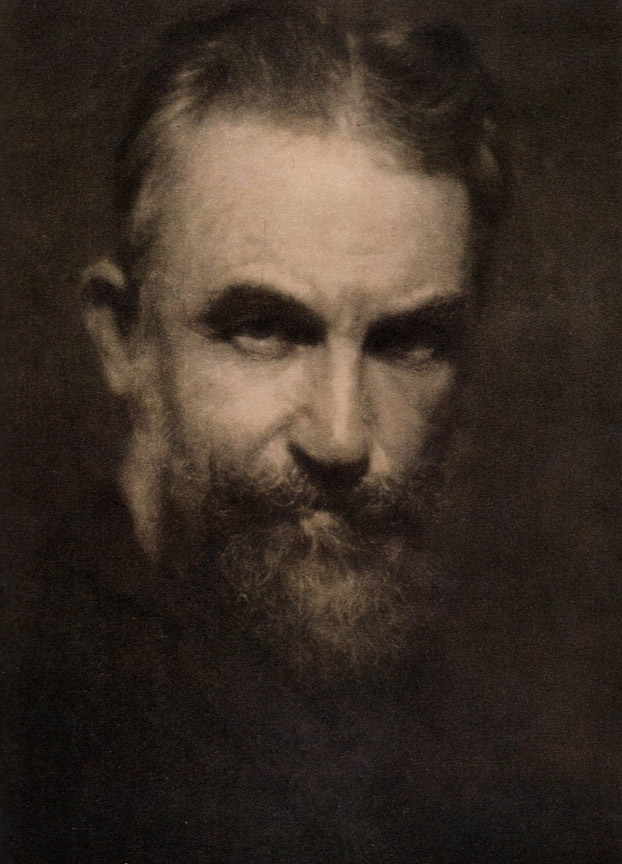
George Bernard Shaw, 1908, door Alvin Langdon Coburn

Na een bezoek aan de USSR in de jaren dertig, waarbij hij Stalin ontmoette, werd Shaw een sterke supporter van de stalinistische USSR en wordt daarom beschouwd als een typische fellow-traveller. Het voorwoord bij zijn toneelstuk On the Rocks (1933) is primair bedoeld als verdediging van de pogroms die door de Staatsveiligheidsdienst (OGPOe/NKVD) werden uitgevoerd in de USSR voor en tijdens de periode van de Grote Zuivering. In een open brief aan de krant Manchester Guardian bestempelde hij verhalen over Sovjet-hongersnoden als lasterlijk en noemde rapporten over uitbuiting van de arbeiders in de USSR onjuist. Hij verdedigde Stalin ook in andere opzichten, zoals in een brief aan het tijdschrift Labour Monthly inzake Stalins bemoeienis met de biologie waarbij de denkbeelden van Trofim Lysenko aan de wetenschap werden opgedrongen.
Shaw was tevens radicaal gekant tegen vaccinatie, die hij als kwakzalverij beschouwde. Hij was ervan overtuigd dat ziekten als buiktyfus en cholera verdrongen waren door verbeterde hygiëne, terwijl vaccins niet alleen de ziekte niet verholpen, maar zelfs dodelijk waren. Volgens hem was er geen statistische correlatie tussen vaccinatiecampagnes en een lagere mortaliteit.
In 1939 kreeg Shaw een Oscar voor beste scenario voor zijn werk aan de film Pygmalion. Hij deelde deze prijs met drie anderen. Hij was hiermee lange tijd de enige persoon die zowel een Nobelprijs als een Oscar (op naam) had ontvangen. In 2007 kreeg Al Gore de Nobelprijs voor de Vrede en een film waar hij aan werkte werd bekroond met een Oscar, maar hij werd niet bij naam genoemd. In 2016 kreeg ook Bob Dylan de Nobelprijs voor Literatuur, waardoor ook hij beide prijzen won (na zijn Oscar in 2001).

## Thematiek
In zijn toneelstukken combineerde Shaw morele problemen van alledag met een ironische toon en paradox, en produceerde gezegden als "He who can, does. He who cannot, teaches" (Wie iets kan, doet het. Wie het niet kan onderwijst het), "England and America are two countries divided by a common language" (Engeland en Amerika zijn twee landen die worden gescheiden door een gemeenschappelijke taal) en "The fact that a believer is happier than a skeptic is no more to the point than the fact that a drunken man is happier than a sober one" (Het feit dat een gelovige gelukkiger is dan een scepticus doet niet méér ter zake dan het feit dat een dronken man gelukkiger is dan een nuchtere). Zijn werk is ook voor een hedendaags publiek nog steeds leesbaar en wordt nog vrij geregeld opgevoerd. De stukken van Shaw zijn vooral ideeënstukken: de dialogen zijn educatief en weiden uit over filosofische en wetenschappelijke thema’s. Hij bleef toneelstukken schrijven tot hij een eind in de negentig was. In zijn latere werken, zoals In Good King Charles's Golden Days (1939) en Buoyant Billions (1949), die hij als lichte komedies omschreef, bleek hij minder dogmatisch en ironischer geworden. Hij voegde echter uitgebreide voorwoorden bij zijn toneelstukken waarin hij zijn politieke en maatschappelijke denkbeelden uiteenzette, alsook kritiek leverde op zijn fanatieke volgelingen die hij Shavians noemde.
Meer dan vijftig jaar lang schreef hij brieven naar The Times, die in boekvorm werden gepubliceerd. Naar eigen zeggen meenden velen van zijn lezers naderhand dat hij de hoofdredacteur van de krant was.
Toen hij overleed was hij niet alleen bekend op de Britse eilanden maar wereldwijd. Hij was bezorgd over de onduidelijkheid van de Engelse spelling, en hij gaf een gedeelte van zijn rijkdom aan een stichting die een nieuw fonetisch alfabet, het Shavian-alfabet, voor de Engelse taal moest samenstellen. Zijn spelling van het Engels was idiosyncratisch: hij gebruikte geen apostrof in samengetrokken werkwoorden (cant; dont) en zelden koppeltekens. De uitgang -our, zoals in neighbour, spelde hij als -or.

## Nederlandse vertalingen
- Het onmogelijke van het anarchisme, Amsterdam, 1894 (vert. H. Polak)
- Je kunt 't nooit weten, Amsterdam, 1908 (vert. Ph.G. Gunning jr.)
- Mevrouw Warren's bedrijf, Amsterdam, z.j. (vert. J.A. Simons-Mees (Josine Adriana Simons-Mees))
- Mensch en Oppermensch, Het handboek van den revolutionair, Amsterdam, 1908 (vert. J.A. Simons-Mees)
- Candida, Amsterdam, 1908 (vert. M. 's Jacob)
- De Salon-Socialist, Amsterdam, 1909 (vert. Herman Fairfax)
- Blanco Posnet's ware gedaante, Amsterdam, 1911 (vert. J. Kuylman)
- Trouwen, Amsterdam, 1911 (vert. J. Kuylman)
- Majoor Barbara, Amsterdam, 1911 (vert. Simon B. Stokvis)
- Candida, Amsterdam, 1911 (vert. Willem Sonius)
- Een satanskerel, Amsterdam, 1911 (vert. Willem Sonius)
- Caesar en Cleopatra, Amsterdam, 1911 (vert. Willem Sonius)
- Helden, Amsterdam, 1911 (vert. Willem Sonius)
- Van vrouwen geliefd: Een gelegenheidskomedie in vier bedrijven, Amsterdam, 1911 (vert. Willem Sonius)
- Pecunia non alet, Amsterdam, 1911 (vert. Willem Sonius)
- Een medisch dilemma, Amsterdam, 1911 (vert. Willem Sonius)
- De man der toekomst, Amsterdam, 1911 (vert. Willem Sonius)
- Kap'tein Brassbound's bekeering, Amsterdam, 1911 (vert. Willem Sonius)
- Zijn artisten gedegenereerd?, Amsterdam, 1920 (vert. Herman Fairfax)
- Het huwelijk, Amsterdam, 1920 (vert. Herman Fairfax)
- St. Joanne, Amsterdam, 1925 (vert. Eduard Verkade)
- Pygmalion, Amsterdam, 1926
- Een kaffermeisje op zoek naar God, Den Haag, z.j. (vert. J.F. Otten (Jo Otten))
- Politiek voor iedereen, Amsterdam/Antwerpen, 1949 (vert. I.E. Prins-Willekes Macdonald)
- Dorpsvrijage, Amsterdam, 1958 (vert. A. Viruly)
- Toneel en Shawiana, Hasselt, 1964 (vert. A. Blok, A. Viruly, Bert Voeten, Jos Ghijsen)
- Lieve Dorothée, Amsterdam, z.j. (vert. J. Bernlef)
- My fair Lady, Amsterdam, z.j. (vert. Jos Pleiter en Hubert Janssen)
- Majoor Barbara, Amsterdam, 1976 (vert. Peter Verstegen)
- Caesar en Cleopatra in Louis Couperus, Tussen Alexandrië en Londen, Antwerpen, 1985 (vert. Louis Couperus)
- De volmaakte Wagneriaan. De Ring des Nibelungen toegelicht, Amsterdam, 1998 (vert. Léon Stapper)